# Димитър Шалев
Димитър Янчев Шалев с псевдоним Бони е български юрист и общественик, участник в националноосвободителното движение на македонските българи.

## Биография
Димитър Шалев е роден в 1894 или 1896 година в град Скопие, тогава в Османската империя. Син е на Янче Шалев, църковен настоятел, а дядо му е участник в борбите за българска църковна независимост. Учи в българско основно училище и след това в султанския турски лицей в родния си град. Продължава образованието си в Солунската българска мъжка гимназия, където го заварват Балканските войни. След Междусъюзническата война емигрира в София, България, където завършва средно образование.
Участва в Първата световна война като запасен подпоручик, воюва на Солунския фронт. След войната завършва право в Софийския университет и започва работа във Върховната сметна палата. Жени се за дъщерята на търновския книжар Тодор Джамджиев Живка и имат една дъщеря.
В 1922 година Шалев се връща в Скопие, където в 1923 година се ражда синът му Иван Шалев, юрист и публицист, член на Македонския научен институт. След 1922 година Димитър Шалев (вече Шалевич) работи като адвокат и участва активно в политическия живот на родния си град. Макар и да не знае добре сръбски език, Шалев се кандидатира за общински кмет от Демократическата партия на Любомир Давидович и печели с гласовете на местните българи и турци срещу кандидата на управляващата Радикална партия. На този пост остава до 1928 година, като е в постоянен конфликт с жупана на Скопие Велимир Прелич, който в крайна сметка го арестува.
Като общински кмет в родния си град полага усилия за информирането на чуждестранни представители за положението на българското население във Вардарска Македония. Оказва съпротива на асимилаторската политика на властите, като едновременно с това развива нелегална революционна дейност, помагайки борбата на Вътрешната македонска революционна организация и Македонската младежка тайна революционна организация. Шалев се готви да участва в предстоящите парламентарни избори, като целта му е да извоюва място в Скупщината в Белград. Но пред лицето на очертаващата се антисръбска коалиция, Белград приема Закон за защита на държавата, Видовденската конституция е суспендирана, изборите са отменени и във Вардарска Македония се развихря организиран терор срещу българщината. Шалев е арестуван в 1927 година, още преди да е приключил Скопският студентски процес, измъчван и обвинен от сръбските власти във връзки с ВМРО. Разпитван е лично от изпратения със специални правомощия от Белград Велимир Прелич. Преди още да приключи следствието обаче, на 16 януари 1928 година Прелич е убит от деятелката на ВМРО Мара Бунева. През март 1928 година е съден заедно с други жители на Скопие. Пред съда Шалев заявява:
| „ | Цялото ми нещастие е, че спадам към една екзархийска фамилия и че съм свършил турска гимназия и български университет. | “ |

Според лидера на ВМРО Иван Михайлов подсъдимите в този процес нямат връзка с ВМРО.
Девет месеца по-късно прокурорът внася обвинителен акт с искане за смъртно наказание, но благодарение на съгласуваната обща защита и на отстраняването от ВМРО на единствения прокурорски свидетел, Шалев и още 12 скопски граждани са оправдани поради липса на доказателства.
Два месеца след освобождението си от затвора, Шалев е защитник на обвиняемите на процеса за бомбения атентат на железопътната линия Скопие – Куманово. При развихрянето на кървавия терор във Вардарска Македония, предупреден, че е в черния списък на сръбските терористи, Шалев престава да излиза от дома си и в последните дни на 1929 година напуска със семейството си тайно града и през Гърция, Албания и Италия стига до Швейцария.
В Швейцария, в която е седалището на Обществото на народите, Шалев участва активно в пропагандата на македонската кауза. Още на 14 януари 1930 година изпраща заедно с Григор Анастасов и Димитър Илиев, пристигнали след него в Швейцария, първата от няколко петиции меморандуми в защита на правата на българското национално малцинство в Югославия. За първи път авторите на петициите са видни македонски общественици, заемали високо положение в самата Югославия, и те намират широк отзвук в Европа. Петиционната акция е последвана от поредица от бомбени атентати в Ниш, извършени от ВМРО, което допълнително влошава отношенията между България и Югославия. Македонските български представители установяват връзка с различни малцинствени организации от Европа – австрийски, немски, унгарски, албански, турски, и стигат до споразумение за създаване в Женева на Постоянен секретариат на малцинствата в Югославия, а в Будапеща – на Централно бюро за малцинствата на Балканите и Средна Европа.
Македонските български представители подготвят и издават обемист мемоар за „юридическото, политическото, социалното и културното положение на българското национално малцинство в Югославия, респективно Македония“.
ВМРО (обединена) нарича Мемоара на Шалев, Илиев и Анастасов „шашмаджийска книжна бомба“ и „диверсия“, защото в него не се говори за „македонци“, а за „българи“.
Търсейки международна подкрепа за каузата на македонските българи, македонските представители посещават Виена, Берлин, Будапеща и Цариград. В Лондон, благодарение на съдействието на председателя на Балканския комитет сър Едуард Бойл, Шалев и Анастасов са приети в английския парламент, където изнасят подробен доклад за положението във Вардарска Македония, отговарят на въпроси и връчват специално подготвен меморандум. Приемат поканите на няколко британски и международни политически и хуманитарни организации. Срещат се с видни общественици и влиятелни журналисти, дори с гръцкия пълномощен министър и с югославския културен аташе. „Таймс“, „Манчестър Гардиън“, както и чужди вестници отразяват посещението на делегацията, публикуват интервюта, пишат отделни статии за Македонския въпрос и коментират меморандума.
Женевските македонски български представители организират посещение в Женева на представители на прокуденото от Македония българско духовенство. Делегацията, предвождана от един митрополит, връчва на Генералния секретар на Обществото на народите петиция, подписана от двама владици и 250 православни и католически свещеници. По-късно делегацията посещава Рим, където е приета от папата, Лондон, Париж и Берлин.
В Женева, където Шалев престоява четири години и половина, тримата члена на представителството са подложени на постоянен югославски натиск да прекратят дейността си. Югославската легация в Берн отказва за продължи валидността на паспортите им, което създава трудности пред федералните власти и при пътуванията им в Европа. Родителите и близките им, останали в Югославия, са подложени на тормоз. Димитър Илиев не издържа и напуска представителството.
В 1934 година, след като остава без средства, последен от тримата Шалев напуска Швейцария и се установява в София. В България се сблъсква с антимакедонската политика на деветнадесетомайското правителство и му е отказана държавна служба. В 1936 година, заедно с други македонски общественици, участва в издаването на нов независим „месечен вестник за народностни въпроси, политика и култура“ под името „Македонски глас“, от който излизат само няколко броя. В същата 1936 година е избран в Управителното тяло на Скопското благотворително братство.
При разгрома на Югославия в 1941 година Шалев е мобилизиран като запасен съдебен офицер и е изпратен в трудова част в Силистра, където остава 9 месеца. След демобилизацията си Шалев заминава за родния си Скопие, който по това време заедно с по-голямата част от Вардарска Македония е под българско управление. В Скопие работи като адвокат, като често посредничи по молби на местни граждани за освобождаване на интернирани опоненти на властта. Всяка година е мобилизиран за по няколко месеца, с което властите се опитват да го държат настрана от обществения живот в Македония.
След изтеглянето на българските войски в 1944 година семейството му напуска Скопие и се връща в София. Шалев е адвокат защитник по няколко политически процеса. При преброяването през декември 1946 година отказва да се впише „македонец“. В резултат новата комунистическа власт започва да го преследва. Първоначално със заплахи, а след като той не прекъсва дейността си е лишен от правото на адвокатска практика и скоро след това в 1950 година и от софийско жителство.
Въдворен е на принудително местожителство в провинцията, отнето му е правото на купони за храна, облекло и гориво, както и правото му да работи. Шалев е арестуван за нарушаване на държавния монопол върху търговията, тъй като продава една златна монета. В този период работи за Народната библиотека, като разчита стари турски документи. Преживява инсулт и заболява от диабет.
Шалев умира на 6 август 1960 година в софийска болница, след като му е поставена погрешно инжекция с глюкоза вместо с инсулин. Сборник с неговите документи „От Скопие до Женева. Димитър Шалев — защитник на малцинствата в обществото на народите“ е издаден през 2012 година.